# ヴィノグラードフの定理

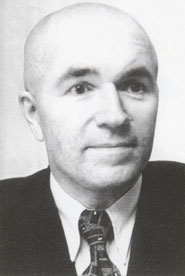
イヴァン・ヴィノグラードフ

ヴィノグラードフの定理（英: Vinogradov's theorem）とは、「十分大きな任意の奇数が3つの素数の和として表すことができる」ことを含意する加法的整数論における結果である。これは「5より大きな任意の奇数が3つの素数の和として表すことができる」という弱いゴールドバッハ予想の弱い形である。定理の名前は、1930年代にこれを証明したイヴァン・ヴィノグラードフ(Ivan Matveyevich Vinogradov, Иван Матвеевич Виноградов)にちなむ。ヴィノグラードフの定理の完全な主張は、奇数の3つの素数の和による表し方の数の漸近境界(asymptotic bounds)を与える。

## 定理の主張
A を正の実数とすると、
{\displaystyle r(N)={1 \over 2}G(N)N^{2}+O\left(N^{2}\log ^{-A}N\right),}
が成り立つ。ここで、{\displaystyle \Lambda } をフォン・マンゴルト関数とすると
{\displaystyle r(N)=\sum _{k_{1}+k_{2}+k_{3}=N}\Lambda (k_{1})\Lambda (k_{2})\Lambda (k_{3})}
であり、
{\displaystyle G(N)=\left(\prod _{p\mid N}\left(1-{1 \over {\left(p-1\right)}^{2}}\right)\right)\left(\prod _{p\nmid N}\left(1+{1 \over {\left(p-1\right)}^{3}}\right)\right)}
である。

## 帰結
N が奇数であれば、G(N) はおよそ 1 であり、したがって十分大きな N に対して {\displaystyle N^{2}\ll r(N)} である。ある特定の素数による r(N) への寄与は {\displaystyle O\left(N^{3 \over 2}\log ^{2}N\right)} であることを示すことにより、
{\displaystyle N^{2}\log ^{-3}N\ll }（ N の3つの素数の和による表し方の数）
であることが分かる。特にこれは十分大きな任意の奇数は3つの素数の和により表されることを意味し、有限個の例外を除いて弱いゴルドバッハ予想が成立することを意味している。

## 証明の戦略
定理の証明は、ハーディ-リトルウッドの円周法(Hardy–Littlewood circle method)を使う。指数和を
{\displaystyle S(\alpha )=\sum _{n=1}^{N}\Lambda (n)e(\alpha n)}
とすると、
{\displaystyle S(\alpha )^{3}=\sum _{n_{1},n_{2},n_{3}\leq N}\Lambda (n_{1})\Lambda (n_{2})\Lambda (n_{3})e(\alpha (n_{1}+n_{2}+n_{3}))=\sum _{n\leq 3N}{\tilde {r}}(n)e(\alpha n)}
を得る。ここで {\displaystyle {\tilde {r}}} は {\displaystyle N} 以下である素数のべきに限定した表現の数を表す。すると、
{\displaystyle r(N)=\int _{0}^{1}S(\alpha )^{3}e(-\alpha N)\;d\alpha }
となる。{\displaystyle \alpha } が有理数 {\displaystyle {\tfrac {p}{q}}} であれば、{\displaystyle S(\alpha )} は {\displaystyle q} を法とした剰余類の中の素数の分布によって与えられる。従って、ジーゲル・ウォルフィッツの定理を使うと、小さな分母の有理数の近傍で、上記の整数の分布を計算することができる。そのような有理数に近い実数の集合は、通常、優弧(major arcs)と呼ばれる複数の区間を形成し、その補集合は劣弧(minor arcs)と呼ばれる。優弧区間は整数を支配することがわかるので、定理を証明するためには、劣弧に含まれる {\displaystyle \alpha } に対する {\displaystyle S(\alpha )} の上限を求める必要がある。この見積もりが証明の最も難しいところである。
一般化されたリーマン予想を前提とすると、優弧で使った議論を劣弧へ拡張することができる。これは1923年にハーディとリトルウッドによってなされた。1937年、ヴィノグラードフは、 {\displaystyle |S(\alpha )|} の無条件での上限を与えた。彼の主張は、結果の項が複雑な方法で簡約整理されて得られる、単純なふるい法から始まる。1977年、ボブ・ヴォーン(R. C. Vaughan)は、後日、ヴォーンの恒等式(Vaughan's identity)として知られる恒等式に基づく、非常に簡素化された結果を発見した。彼は、{\displaystyle \left|\alpha -{\frac {a}{q}}\right|<{\frac {1}{q^{2}}}} であれば、
{\displaystyle |S(\alpha )|\ll \left({\frac {N}{\sqrt {q}}}+N^{4/5}+{\sqrt {Nq}}\right)\log ^{4}N}
となることを証明した。ジーゲル・ウォルフィッツの定理を使うと、 {\displaystyle \log N} のべきの違いを区別せず {\displaystyle q} を扱うことができ、ディリクレの近似定理を使うと、劣弧上で {\displaystyle |S(\alpha )|\ll {\frac {N}{\log ^{A}N}}} を得ることができる。したがって、劣弧の区間の境界は、
{\displaystyle {\frac {CN}{\log ^{A}N}}\int _{0}^{1}|S(\alpha )|^{2}\;d\alpha \ll {\frac {N^{2}}{\log ^{A-1}N}}},
により制限され、これが定理の誤差項（補助項）を与える。